# 4464 Vulcano
A 4464 Vulcano (ideiglenes jelöléssel 1966 TE) egy kisbolygó a Naprendszerben. Nyikolaj Sztyepanovics Csernih fedezte fel 1966. október 11-én.